# 자동 초점

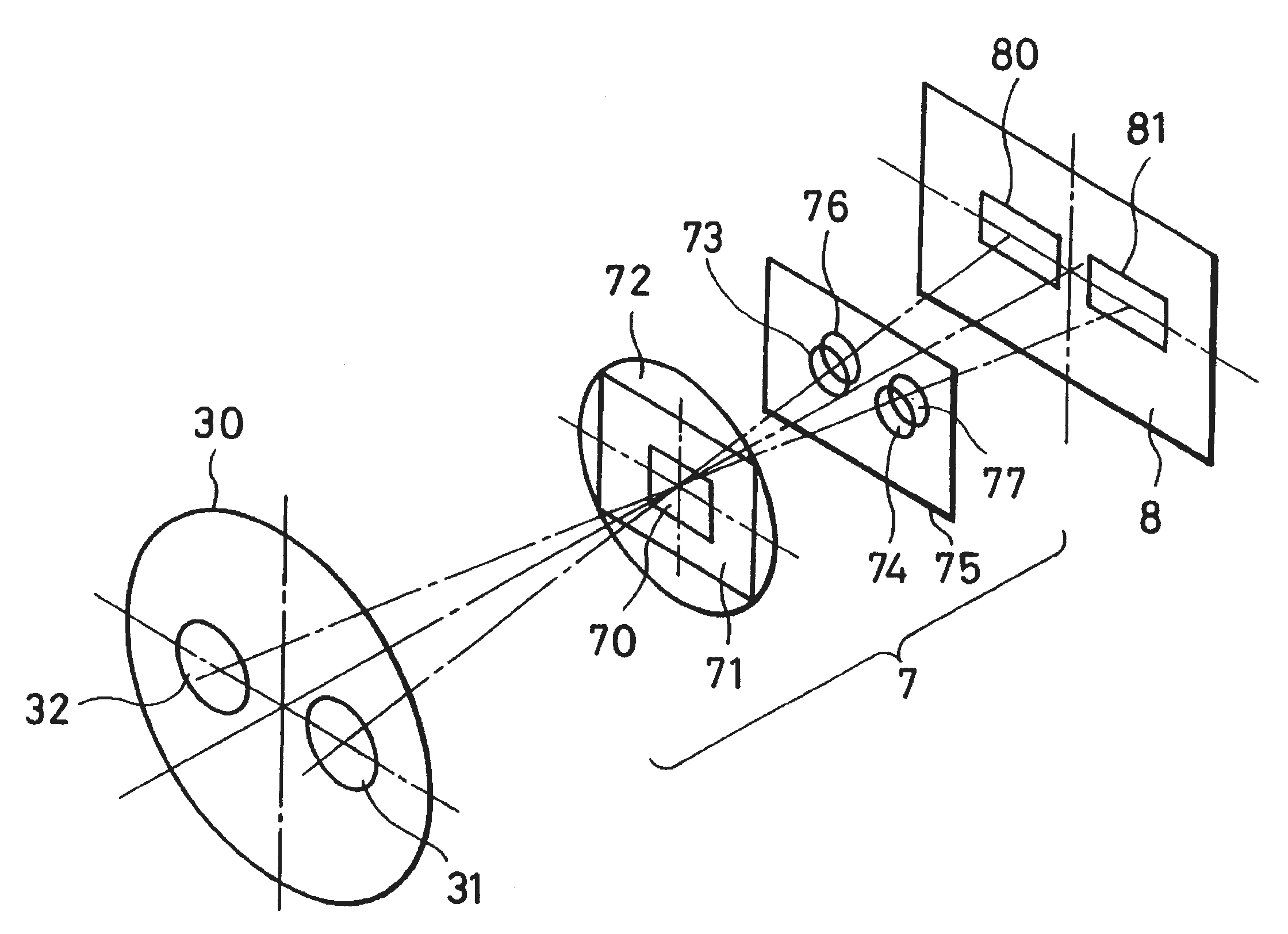
위상차 검출 방식 개념도

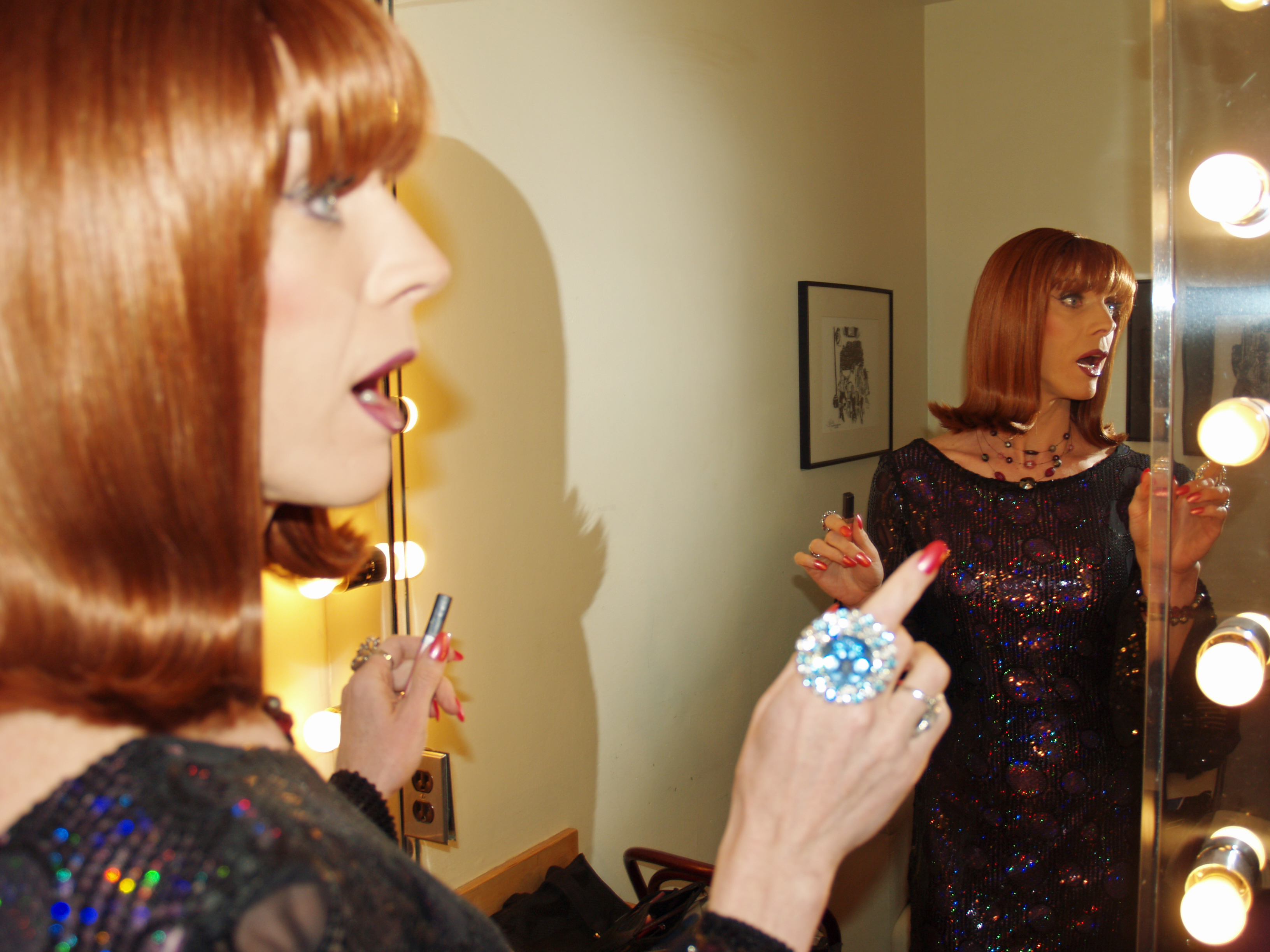
자동 초점으로 대상을 다양한 방식으로 나타낼 수 있다. 이 사진에서는 초점이 거울에 비춘 사람에 맞추어져 있다.

자동 초점(自動焦點, 영어: autofocus, AF)은 특정 물체(피사체)에 초점을 자동으로 맞추는 광학 시스템(카메라)의 기능이다. 현재 시판되는 컴팩트 디지털 카메라는 TTL 대비 검출 방식을 사용한다. 이들 카메라는 별도의 자동 초점 센서 없이, CCD/CMOS 이미지 센서를 통해 얻은 영상의 대비를 분석하여 초점을 자동으로 맞춘다. 현재 시판되는 필름 SLR 카메라 및 디지털 SLR 카메라에는 대부분 TTL 위상차 검출 방식(through-the-lens Metering)이 적용된다.

## 개괄

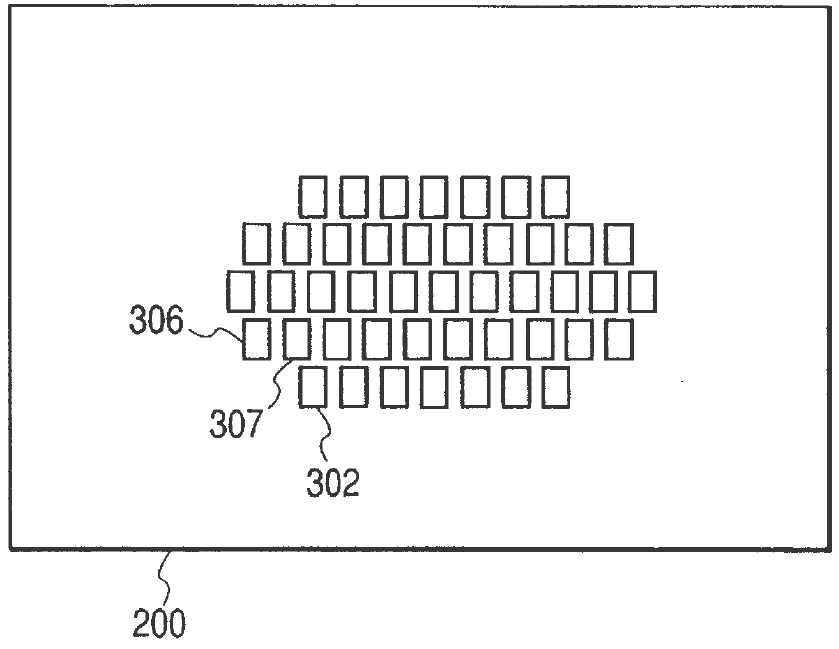
캐논 EOS-1D 시리즈의 45개 자동 초점 포인트

자동 초점 방식은 크게 능동 방식(Active System)과 수동 방식(Passive System)으로 나뉜다. 능동 방식은 거리 측정을 위해 카메라가 초음파나 적외선을 방출하기 때문에 ‘능동’이라고 불린다. 수동 방식은 물체로부터 자연적으로 반사된 빛을 이용하여 초점을 맞춘다.
단순한 자동 초점 방식은 초점 포인트가 하나뿐이다. 그러나 발전된 자동 초점 방식에서는 초점 포인트를 여러 개 가지고 있다. 예를 들어, 캐논 EOS 3 및 캐논 EOS-1D 시리즈는 46개의 자동 초점 포인트를 가지고 있다.
자동 초점은 보통 수동 초점보다 빠르고 정확하다. 현재 시판하는 많은 카메라는 프레임(화면)에 자동 초점 포인트를 여러 개 가지고 있으며, 자동으로 피사체를 감지하여 초점을 맞춘다(보통 가장 가까운 물체에 초점을 맞춘다.). 몇몇 컴팩트 카메라와 대다수의 SLR 카메라는 움직이는 물체의 속도 및 가속도를 측정하여 계속적으로 물체에 초점이 맞도록 하는 동체 추적 기능(Predictive autofocus 또는 AI Servo AF 또는 Continuous-servo AF)을 가지고 있다.
컴팩트 디지털 카메라에서는 대부분 영상 촬영에 쓰이는 CCD/CMOS 이미지 센서를 자동 초점 센서로도 활용한다. 디지털 SLR 카메라의 경우 필름 SLR 카메라와 마찬가지로 자동 초점을 위한 별도의 CCD/CMOS 이미지 센서를 가지고 있다.

## 능동 방식
능동 방식은 거리를 재기 위해 카메라가 초음파나 적외선을 내보내기 때문에 ‘능동’이라고 불린다. 보통 다음과 같이 2개의 시스템으로 구성된다.
- 거리 측정 방식
- 광학 시스템의 초점 조절 방식 (렌즈 이동)

이 두 방식은 전자적 혹은 기계적·전기역학적(electromechanical)으로 연동되어 동작한다.

### 이용 방식
능동 방식은 초음파를 이용하는 경우와 적외선을 이용하는 경우로 나뉜다.
초음파를 이용하는 경우 카메라의 초음파 발생 장치에서 방출된 초음파가 물체로부터 반사되어 오기까지의 시간을 측정하고, 이를 이용하여 거리를 계산한다. 이러한 방식을 사용하는 카메라로는 폴라로이드의 Spectra, SX-70가 있다.
적외선을 이용하는 거리 측정 방법에는 삼각 측량 및 물체로부터 반사되어 오는 적외선의 세기 측정, 물체로부터 반사되어 오는 적외선의 시간 측정과 같은 세 가지 방법이 있다. 카메라의 자동 초점 방식에는 이들 중 삼각 측량 방식이 주로 사용된다. 카메라에서 계속적으로 방향을 달리하며 적외선을 조사(照射)하고, 물체로부터 반사되어 오는 적외선의 세기가 최대가 될 때 적외선 조사를 멈춘다. 이때의 적외선 조사 각도로 삼각 측량을 수행한다. 적외선 이용 방식을 사용하는 대표적인 카메라로는 니콘 35TiQD, 28TiQD 및 캐논 AF35M을 들 수 있다. 적외선 이용 방식은 몇몇 컴팩트 필름 카메라와 초기의 비디오 캠코더에서도 쓰인다.

### 능동 방식의 단점
능동 방식은 카메라와 물체 사이에 창문이 있는 경우, 많은 경우 초점을 맞추지 못한다. 이는 유리가 초음파나 적외선을 반사하기 때문이다.
또한 능동 방식은 초음파나 적외선이 도달할 수 있는 거리에 한계가 있기 때문에 먼 거리에 있는 물체에는 초점을 맞출 수 없다. 또한 TTL(Through-the-lens) 방식이 아니어서 발생하는 시차(parallax) 때문에 카메라 렌즈와 매우 근접한 물체에도 초점을 정확히 맞출 수 없다. 반면에 TTL 수동 자동 초점 방식은 먼 거리에 있는 물체나 카메라 렌즈에 매우 근접한 물체에도 문제없이 초점을 맞출 수 있다.

### 능동 방식과 디지털 카메라
능동 방식은, 몇몇 예외적인 경우를 제외하면, 현재 시판하고 있는 컴팩트 디지털 카메라나 디지털 SLR 카메라에는 쓰이지 않는다. 간혹 컴팩트 디지털 카메라나 디지털 SLR 카메라에 있는 자동 초점 보조광(AF assist beam)을 능동 방식으로 착각하는 경우가 있다. 자동 초점 보조광은 수동 자동 초점 방식을 보조하기 위한 것일 뿐, 능동 자동 초점 방식의 거리 측정을 위한 도구가 아니다.

## 수동 방식
수동 방식은 물체로부터 자연적으로 반사된 빛을 이용하여 초점을 맞춘다. 수동 자동 초점 방식은 크게 3가지가 있다.
- 이중상 합치 방식 (autofocus rangefinder system 혹은 optical triangulation system 혹은 subject-scanning system)
- 대비 검출 방식 (對比 檢出 方式, contrast detection system)
- 위상차 검출 방식 (位上差 檢出 方式, phase detection system 혹은 phase-difference detection system 혹은 phase comparison system 혹은 phase matching system)

수동 방식은 이중상 합치 방식을 제외하고는 촬영에 쓰이는 카메라 렌즈를 통해 들어오는 빛을 이용하는 TTL 방식이 주로 쓰인다. 수동 방식은 영상 분석을 통해 초점을 맞추고, 초점이 맞은 상태에서의 렌즈 위치를 토대로 물체와의 거리를 계산해낼 수 있다.

### 이중상 합치 방식

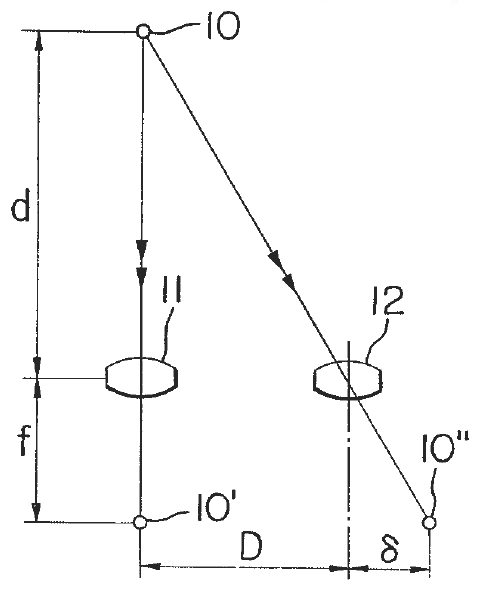
이중상 합치 방식의 개념도. d=fD/δ 공식을 통해 물체와의 거리를 측정할 수 있다.

이중상 합치 방식은 사용자가 이중상 합치 레인지파인더 카메라(coincidence rangefinder camera)에서 삼각 측량 원리를 이용하여 눈으로 초점 맞추는 것을 CCD 센서와 컴퓨터가 대신 하는 것이다. 이중상 합치 원리를 이용한 거리 측정 시스템과 주 광학 시스템이 연동되어 움직인다. 별도의 두 개 창을 통해 얻어진 두 개의 이미지를 비교하여 초점을 맞추는 데, 다음 두 가지 작동 방식이 있다.
- 렌즈를 무한대 초점 위치에서 가장 가까운 초점 위치까지 이동시키면서 두 이미지를 계속적으로 비교한다. 두 이미지가 일치하면 초점이 맞은 상태이므로 렌즈는 이동을 멈춘다.
- 두 이미지의 위상차를 분석하여 어느 방향으로 이동시켜야 하는지를 파악하고, 이 결과에 따라 렌즈를 이동시킨다.

콘탁스 G 시리즈, 하니웰의 Visitronic 모듈을 사용하는 코니카 C35A 등에서 이중상 합치 방식을 사용한다. 캐논에서는 SST(Solid State Triangulation)이란 이름으로 이 방식을 구현하였고, 캐논 AF514XL-S 영화 카메라(movie camera)와 캐논 New FD 35-70mm f/4 AF 렌즈에 채용하였다.
이중상 합치 방식은 TTL 방식이 아니기 때문에 TTL 위상차 검출 방식에 비해 여러 장단점을 갖는다. 광각 렌즈 사용시 TTL 위상차 검출 방식은 축소된 영상과 왜곡 때문에 정확성이 떨어질 수 있는 데 반해, 이중상 합치 방식은 TTL 방식이 아니기 때문에 이러한 문제가 없다. 하지만 보통 90mm 이상의 망원에서는 렌즈를 통해 확대된 영상을 분석하는 TTL 위상차 검출 방식이 더 정확하고, 접사할 때에도 시차(parallax)를 갖지 않는 TTL 위상차 검출 방식이 더 정확하다.

### 대비 검출 방식

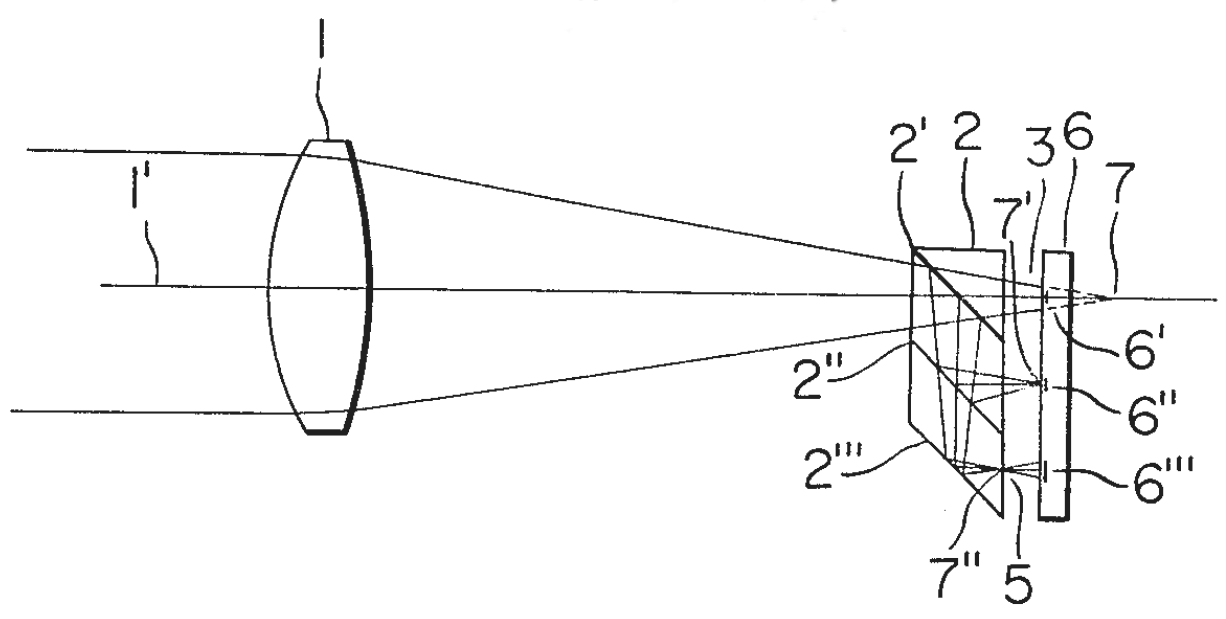
3개의 라인 센서를 사용하는 대비 검출 방식 개념도. 초점이 맞는 경우 6 이미지의 대비가 최대 값을 갖는다.

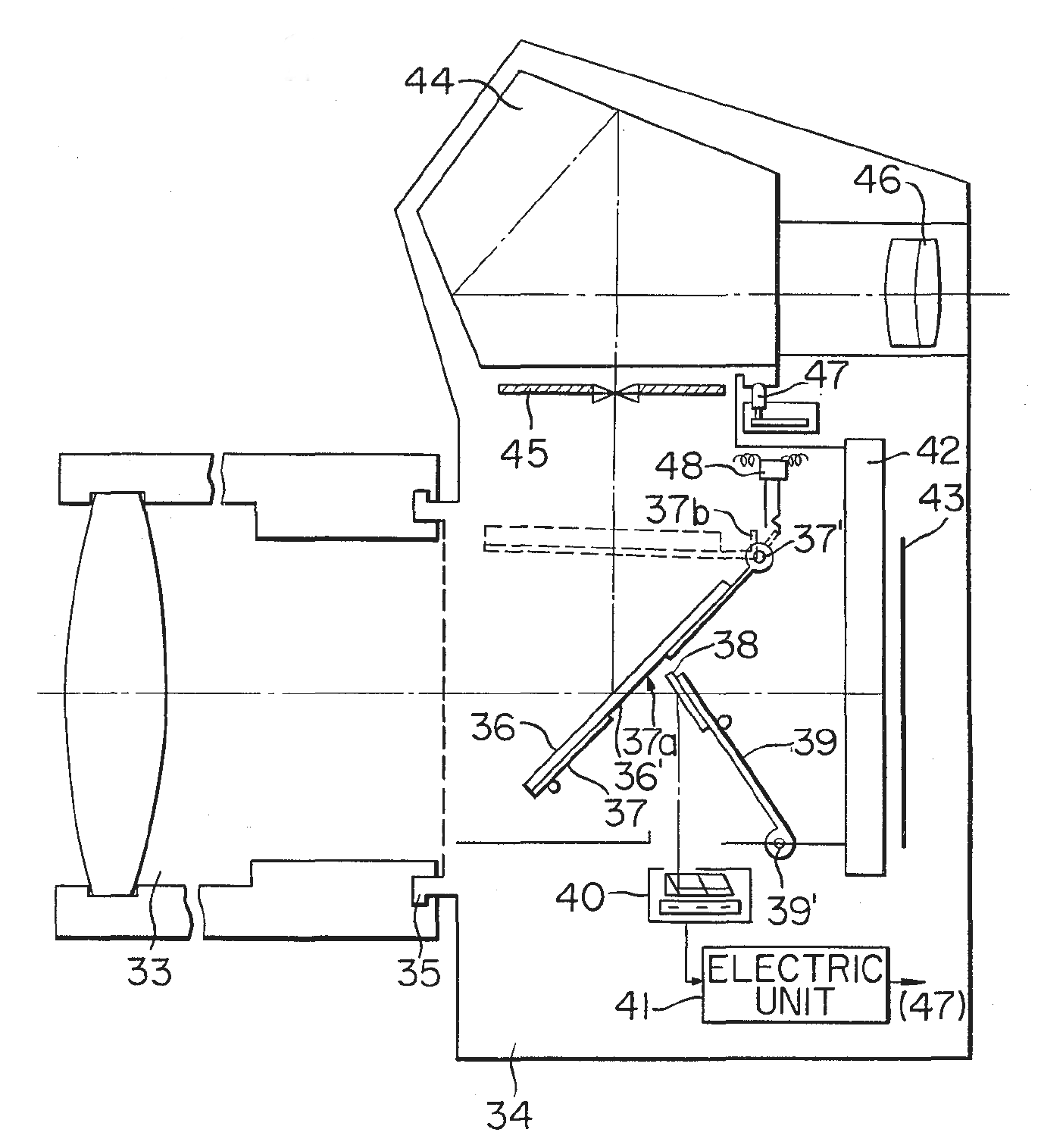
대비 검출 방식을 사용하는 일안 반사식 카메라의 도식.

대비 검출 방식(對比 檢出 方式, contrast detection system)은 렌즈를 움직이면서 영상 일부(주로 중앙부분)의 대비를 계속적으로 계산하고, 대비가 최대가 되었을 때 초점이 맞았다고 판단한다. 대비 검출 방식은 비디오 카메라와 컴팩트 디지털 카메라에서 흔히 쓰이는 방식이다.
대비 검출 방식에서 하나의 자동 초점 포인트에 사용되는 CCD 센서가 1개뿐인 경우, 렌즈를 어떤 방향으로 움직여야 하는지 미리 알 수 없다. 하지만 과거 몇몇 필름 SLR 카메라에서 사용되는 대비 검출 방식은 하나의 자동 초점 포인트에 2~3개의 CCD 센서를 사용하여 렌즈를 움직일 방향을 미리 알 수 있다. 35mm SLR 카메라 중 최초로 TTL 자동 초점 방식을 구현한 펜탁스 MEF는 2개의 CCD 센서를 사용하는 대비 검출 방식을 사용한다.
현재 시판 중인 대부분의 컴팩트 디지털 카메라는 TTL 대비 검출 방식만을 사용한다. 컴팩트 디지털 카메라의 경우 별도의 자동 초점 센서를 가지고 있지 않고, 영상 CCD/CMOS 이미지 센서를 통해 얻어진 영상의 대비를 분석하여 초점을 맞춘다. 이는 하나의 자동 초점 포인트에 CCD 센서가 1개뿐인 것과 같으므로, 렌즈를 어떤 방향으로 어느 정도 움직여야 하는지 미리 알 수 없다. 또한 렌즈를 조금씩 움직일 때마다 영상 일부의 대비를 계속적으로 계산해야 한다. 따라서 대부분의 경우 TTL 위상차 검출 방식을 사용하는 SLR 카메라가 자동 초점 속도가 빠르다.
라이브뷰를 지원하는 DSLR의 경우, 라이브뷰 시에 대비 검출 방식 자동초점 기능을 제공하는 경우가 많다. 이 경우, 영상 CCD/CMOS 이미지 센서를 사용하여 대비를 검출한다.

### 위상차 검출 방식
위상차 검출 방식(位相差 檢出 方式, phase detection system)은 렌즈를 통해 들어오는 빛을 한 쌍으로 나누어 비교함으로써 초점이 맞았는지 판단한다. 위상차 검출 방식은 스플릿 이미지 스크린(split image screen)을 통해 수동으로 초점을 맞추는 것과 비슷한 원리로 동작한다. 현재 시판 중인 대부분의 필름 SLR 카메라 및 디지털 SLR 카메라는 위상차 검출 방식을 사용한다.

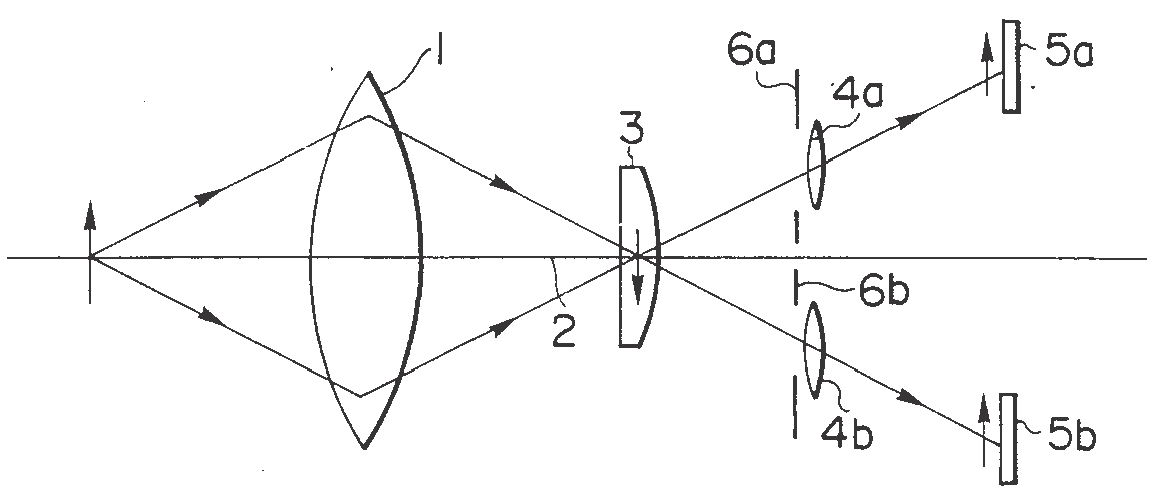
위상차 검출 방식의 개념도
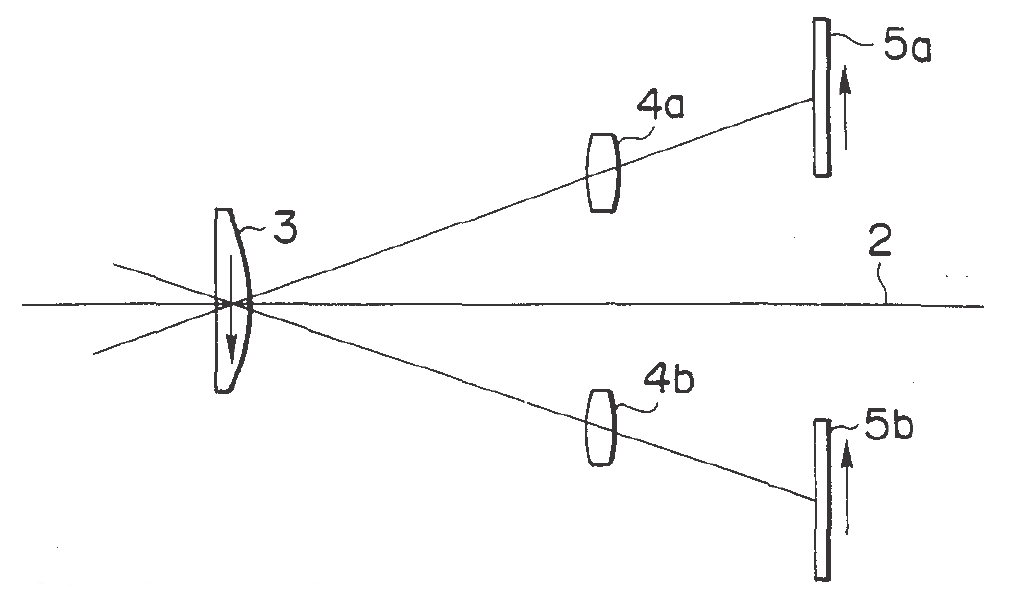
초점이 맞을 경우
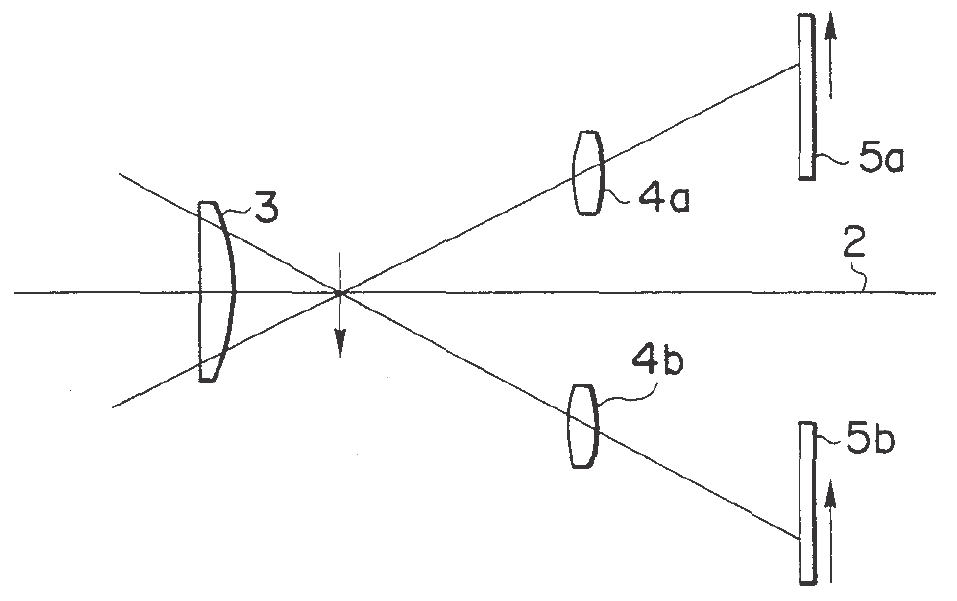
초점이 피사체 뒤에 맞을 경우
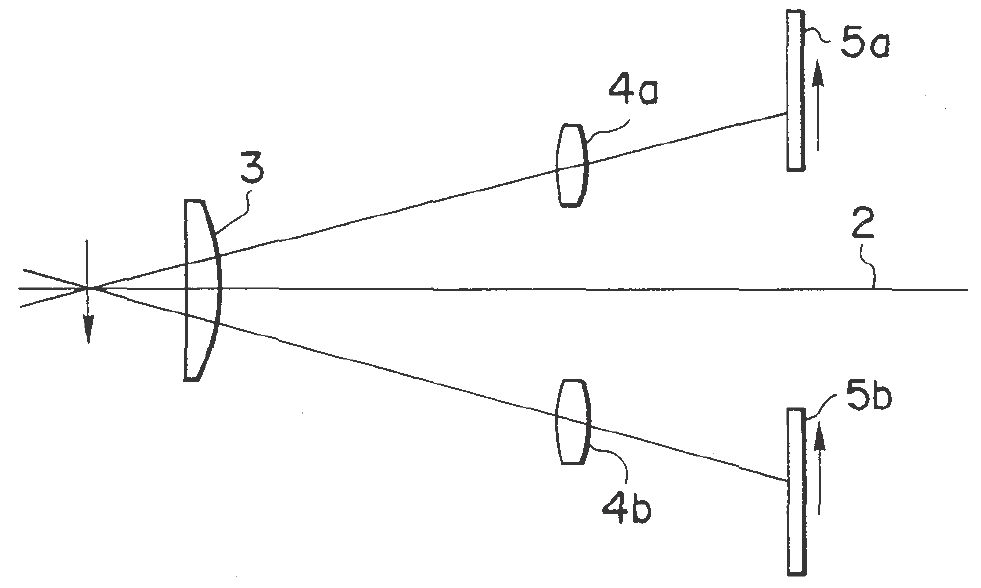
초점이 피사체 앞에 맞을 경우

#### 위상차 검출 방식 자동 초점 센서의 종류

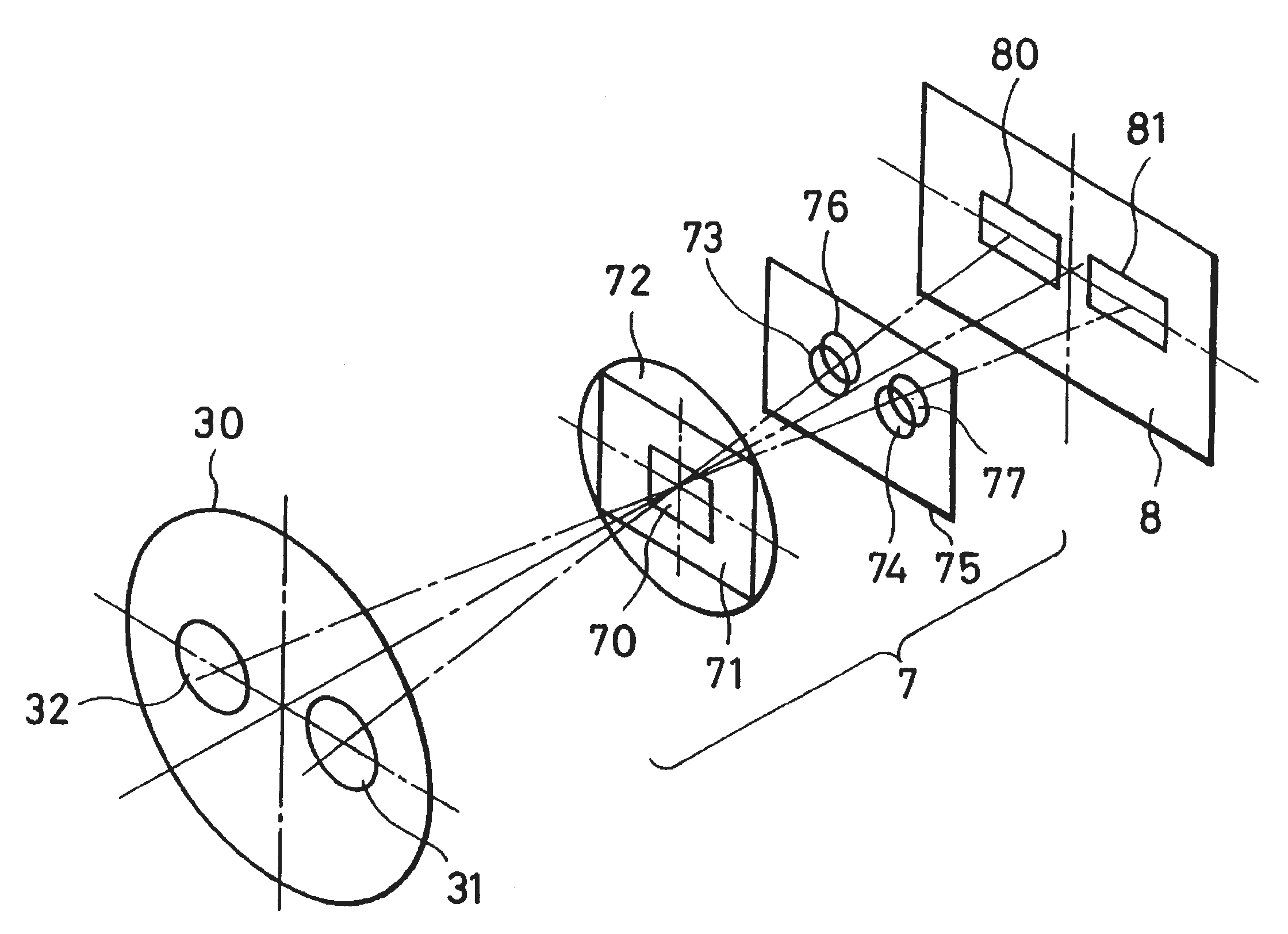
한 쌍의 센서(80, 81)를 사용하는 위상차 검출 시스템

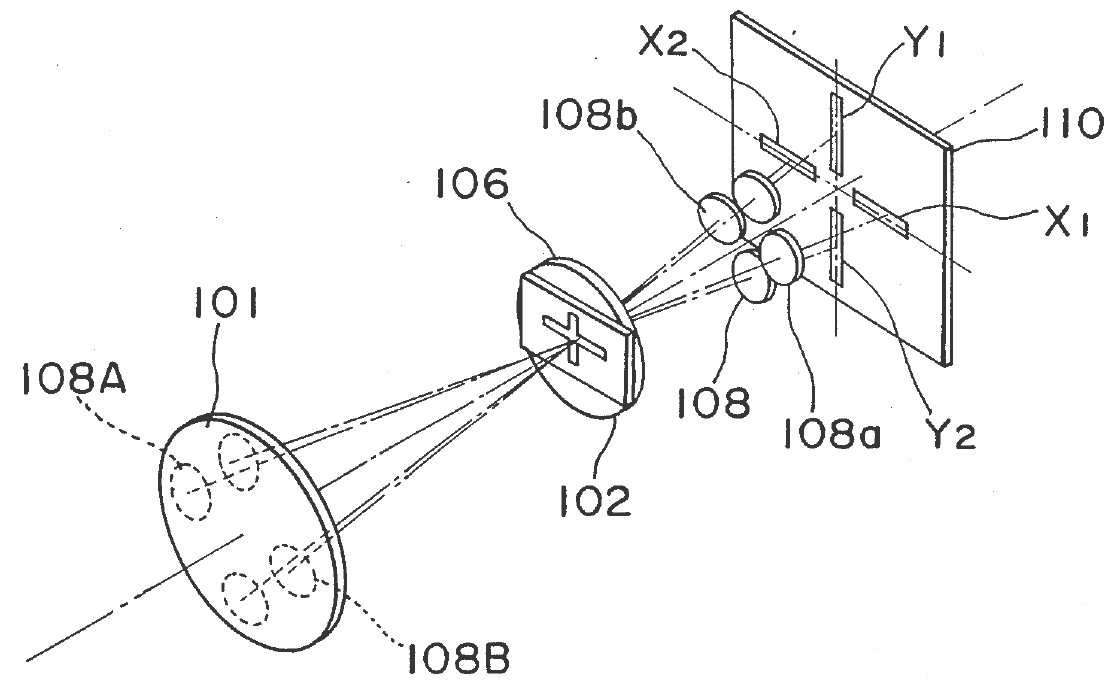
두 쌍의 센서(X_{1}, X_{2}, Y_{1}, Y_{2})를 사용하는 크로스 타입 자동 초점 포인트

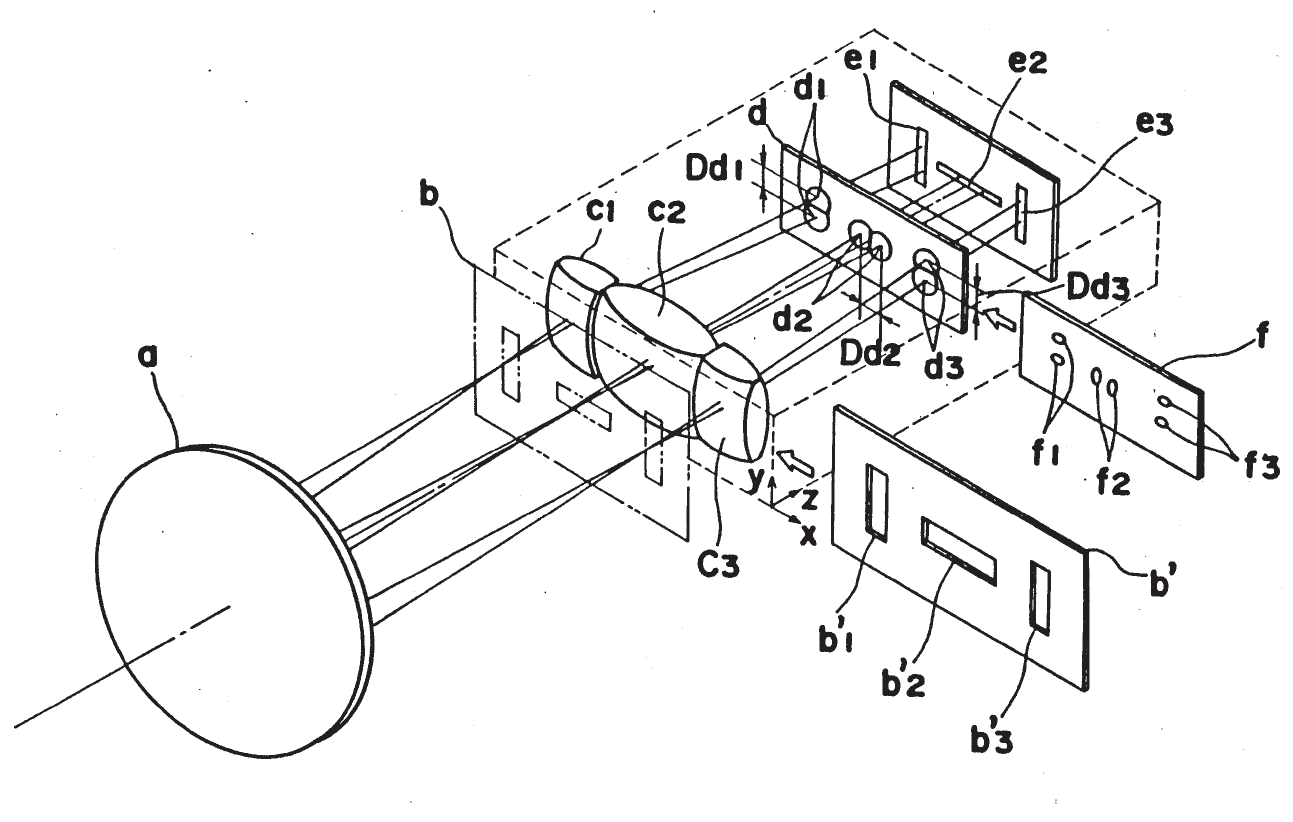
3개의 초점 포인트를 가지는 위상차 검출 방식 시스템

위상차 검출 방식에서 단일 축(single-axis 혹은 single-line) 자동 초점 포인트는 보통 1쌍의 CCD/CMOS 이미지 센서로 이루어진다. 각 CCD/CMOS 이미지 센서는 라인 센서로서 길쭉한 모양을 가지는 것이 보통이다. 따라서 수평·수직 방향 중 한 방향의 대비(contrast. 혹은 디테일)만을 검출할 수 있다. 이에 반해 크로스 타입(cross-type) 자동 초점 포인트는 보통 두 쌍의 CCD/CMOS 이미지 센서로 이루어지고, 수평·수직 방향 모두의 대비를 검출하여 초점을 맞출 수 있다.
캐논 EOS 3, 1D/1Ds의 경우 45개 포인트 중 7개가 크로스 타입(중앙 포인트는 f/4와 같거나 더 밝은 렌즈에서만 크로스 타입 센서로 동작하고, 나머지 6개 포인트는 f/2.8과 같거나 더 밝은 렌즈에서만 크로스 타입 센서로 동작한다) 센서이며, 나머지는 수평 방향의 선들을 감지할 수 있다. 캐논 EOS-1D Mark III의 경우 45개 포인트 중 19개가 크로스 타입이다. 1D/1Ds 시리즈, 캐논 EOS 40D, 캐논 EOS 50D를 제외한 다른 캐논 DSLR의 경우 중앙 포인트만 렌즈 밝기와 관계없이 크로스 타입 센서로 동작한다.
니콘 D2H, D2Hs, D2x, F6에 쓰이는 Multi-CAM 2000 모듈의 경우 11개의 포인트 중 9개가 크로스 타입이다. 니콘 F80, D100, D70(s), D50에 쓰이는 Multi-CAM 900 모듈의 경우 중앙 포인트만 크로스 타입이다.
미놀타 다이낙스 7, 캐논 EOS 40D의 중앙 AF 포인트는 대각선 방향도 검출이 가능한 듀얼 크로스 헤어 타입이다. 이 중앙 AF 포인트에는 4쌍의 CCD/CMOS 라인 센서가 사용된다. 대각선 방향 센서는 f/2.8과 같거나 더 밝은 렌즈에서만 동작한다.

#### 위상차 검출 방식의 장점
위상차 검출 방식은 한 쌍의 CCD/CMOS 이미지 센서로부터 얻어진 이미지 두 개의 위상차를 분석하여, 렌즈를 어떤 방향으로 얼마만큼 이동해야 초점이 맞는지 계산할 수 있다. 따라서 렌즈를 움직이는 동안 계속적으로 영상을 분석해야 하는 대비 검출 방식보다 빠른 자동 초점이 가능하다.
위상차 검출 방식은 또한 움직이는 물체의 속도 및 가속도를 측정하여 사진이 찍히는 순간 물체가 있을 곳에 초점을 맞추는 것도 가능하게 한다. 이를 동체 예측 자동 초점(Predictive AF)이라고 한다.
컴팩트 디지털 카메라의 경우 렌즈와 센서가 가깝기 때문에 빔 스플리터 등이 필요한 TTL(Through-the-lens) 위상차 검출 방식을 적용하기 힘들다. 이 때문에 대부분의 컴팩트 디지털 카메라는 상대적으로 느리지만 정확한 TTL 대비 검출 방식만을 사용한다. 예외적으로 올림푸스의 CAMEDIA C-8080 및 C-7070, 코닥의 EasyShare DX7440, 캐논의 Powershot Pro1과 같은 몇몇 컴팩트 디지털 카메라에서는 외부 센서를 사용하는 위상차 검출 방식과 TTL 대비 검출 방식을 동시에 채용하여 빠르고도 정확한 자동 초점을 가능하게 하였다. 이러한 카메라들에 사용되는 위상차 검출 방식은 TTL 방식이 아니기 때문에, 접사 때나 광각·망원 어댑터를 사용할 때 위상차 검출 방식은 사용하지 말아야 한다.

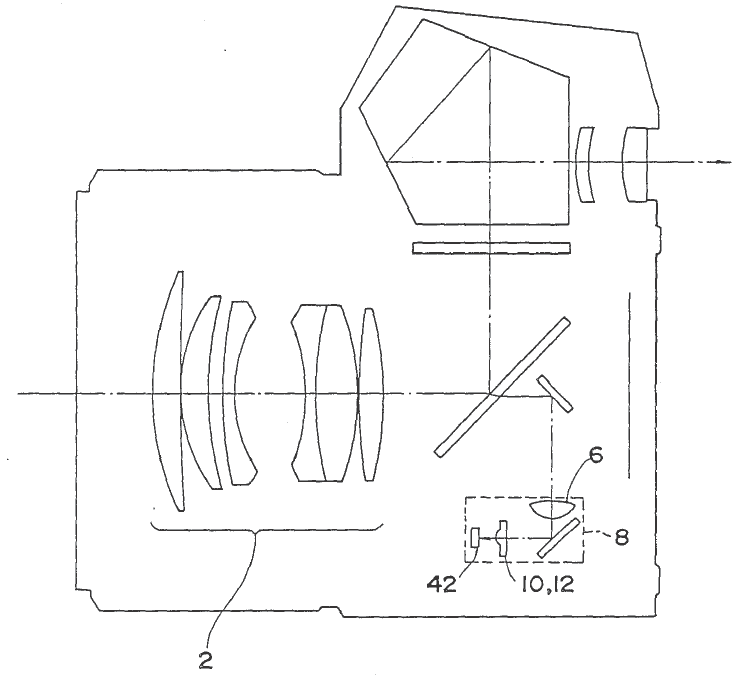
위상차 검출 방식을 사용하는 SLR의 도식. 42에 센서가 있다.

#### 위상차 검출 방식의 단점
위상차 검출 방식은 다음과 같은 경우 초점을 못 맞추거나 사진가의 의도와 다른 물체에 초점을 맞출 수 있다. 다음 중 많은 사항은 다른 자동 초점 방식에도 적용된다.
- 대비(contrast)가 적은 물체(파란 하늘, 단색 벽 등) : 자동 초점에 쓰이는 CCD/CMOS 이미지 센서가 물체의 대비(디테일)를 검출하지 못하기 때문이다. 이러한 경우 패턴 형태로 된 자동 초점 보조광이 도움을 줄 수 있다.
- 빛이 적은 곳의 물체 : 위 ‘대비가 적은 물체’와 동일한 원인을 가진다.
- 강한 역광 속에 있는 물체(강한 해를 등진 인물 등) : 강한 역광 속에서는 번쩍거림(glare) 때문에 전체적으로 대비가 떨어지게 되어, 위 ‘대비가 적은 물체’에 초점을 맞추는 것과 동일하게 된다.
- 반사성이 강한 물체(반사성이 강한 표면을 가진 자동차).
- 자동 초점 포인트(focus area)가, 밝기가 급격히 변하는 곳에 있을 때(물체가 반쯤 그늘에 있을 때).
- 물체가 초점 범위(자동 초점 센서가 커버하는 영역)보다 작은 경우(초점 범위가 전경의 물체와 먼 거리의 빌딩을 모두 포함하는 경우) : 자동 초점 방식은 물체와 배경 중 디테일이 강한 쪽에 초점을 맞추게 되고 이는 사진가의 의도와 일치하지 않을 수 있다. 이는 전핀(front-focusing) 혹은 후핀(back-focusing)의 흔한 원인이다. 많은 경우 자동 초점 센서가 커버하는 영역은 뷰파인더 상의 자동 초점 포인트보다 커서 사용자의 의도와 다른 물체에 초점을 맞추게 되는 경우가 있다.
- 뷰파인더 상의 자동 초점 포인트와 실제 자동 초점 센서 위치가 많이 다른 경우 : 제조상의 오차 때문에 뷰파인더 상의 자동 초점 포인트와 실제 자동 초점 센서 위치가 많이 다를 수 있다. 이런 경우 사용자의 의도와 다른 물체에 초점을 맞추게 되는 경우가 있다.
- 가까운 거리의 물체와 먼 거리의 물체가 중첩되었을 때(우리 안의 동물 등) : 위 ‘물체가 초점 범위(자동 초점 센서가 커버하는 영역)보다 작은 경우’와 동일한 원인을 가진다.
- 반복적인 패턴(고층건물의 유리들) : 두 센서로부터 얻어진 두 이미지를 비교할 때, 한 이미지의 특정 부분이 다른 이미지의 어떤 부분에 해당하는지 알 수 없기 때문이다(autocorrelation 실패.).
- 세밀한 디테일을 많이 포함하는 물체 : 위 ‘반복적인 패턴’과 동일한 원인을 가진다.
- 선형 편광 필터(linear polarizing filter) 사용 시 : 보통 빔스플리터(beamsplitter) 거울을 통해 들어온 빛을 분석하므로 선형 편광 필터 사용시 작동하지 못할 수 있다. 따라서 원형 편광 필터(circular polarizing filter)를 사용해야 한다.[3]

이러한 경우 피사체와 똑같은 거리에 있는 다른 물체에 초점을 맞추거나 수동 초점 기능을 사용할 수 있다.

#### 위상차 검출 방식에서 렌즈 밝기와 정밀도
위상차 검출 방식은 밝은 렌즈(최대 조리개가 큰 렌즈)를 기준으로 설계했을 때, 위상차가 더 커져 자동 초점의 정밀도가 높아진다. 이는 삼각 측량에서 기선(기준선, baseline)의 길이(baselength)가 길어질수록 정밀도가 높아지는 것과 유사하다.  하지만 밝은 렌즈를 기준으로 설계한 자동 초점 방식에 어두운 렌즈를 사용할 경우, 자동 초점 센서에 빛이 도달하지 못하여 자동 초점 기능이 제대로 동작하지 못한다. 따라서 보통 f/5.6에서 동작하도록 자동 초점 방식을 설계한다. 이러한 이유 때문에 어두운 렌즈에 망원 컨버터를 장착했을 때 자동 초점 기능이 제대로 동작하지 않는 경우가 생긴다. 예를 들어 f/5.6을 기준으로 설계된 카메라에 f/5.6 렌즈와 컨버터 장착 후의 실질적인 f 값을 카메라에 알려주는 1.4배 망원 컨버터를 장착했을 경우, 카메라가 알아서 자동 초점 기능을 꺼버린다. f/5.6을 기준으로 설계된 카메라에 f/5.6 렌즈와 컨버터 장착 후의 실질적인 f 값을 카메라에 알려주지 않는 제3사(3rd party)의 1.4배 망원 컨버터를 장착했을 경우, 카메라는 자동 초점을 시도하지만 자동 초점 기능이 제대로 동작하지 않을 수 있다. f/5.6 렌즈에 1.4배 망원 컨버터를 장착했을 때 실질적인 렌즈 밝기는 f/8이 되기 때문이다.
간혹 일부에서는 f/2.8 센서가 고광량 하에서만 작동한다고 이야기하는데, 이는 오해이다. f/2.8 센서의 감도가 f/5.6 센서와 같기 때문에 두 센서는 동일한 광량에서 동작한다. 두 센서에 도달하는 빛의 경로가 차이날 뿐, 동작 광량이 차이나지는 않는다.
캐논 EOS-1D 시리즈, 캐논 EOS 3, 캐논 EOS 5D, 20D, 30D, 40D, 400D, 미놀타 다이낙스 7, 소니 DSLR-A700 같은 경우 밝은 렌즈를 장착했을 때만 선택적으로 동작하는 고정밀 자동 초점 센서들을 가지고 있다. 이들 카메라에 f/2.8과 같거나 더 밝은 렌즈를 장착할 경우 고정밀 자동 초점 센서가 동작하게 된다. 이러한 카메라에 컨버터 장착 후의 실질적인 f 값을 카메라에 알려주지 않는 제3사의 망원 컨버터를 사용했을 때는, 해당 고정밀 자동 초점 포인트가 제대로 동작하지 않을 수 있다. 예를 들어 f/2.8인 렌즈와 1.4배 제3사의 망원 컨버터를 사용했을 때, 카메라는 f/2.8 렌즈로 인식하고 고정밀 센서들을 동작시키지만 실질적인 렌즈 밝기는 f/4이기 때문에 고정밀 센서가 제대로 동작하지 못할 수 있다.

#### 위상차 검출 방식에서의 초점 교정
정확한 초점을 위해서는 렌즈 마운트에서 자동 초점 센서까지 빛의 경로 길이가 정해진 거리와 일치해야 한다. 그러나 생산 오차 때문에 조금씩 차이가 생기게 되고, 이에 대한 보정값을 카메라의 비휘발성 메모리에 저장한다.
렌즈의 경우 구면 수차와 같은 렌즈 특성에 따라 기계적, 전자적 교정을 받는다. 현대적 AF 렌즈는 보정값을 비휘발성 메모리에 가지고 있어 이를 카메라에 전달한다.
광원에 따른 피사체의 색온도 변화에 따라 색수차의 영향으로 초점 위치가 틀어질 수 있다. 몇몇 카메라는 색온도를 감지해 이를 보정한다.

### 수동 방식과 광량
자동 초점에 사용되는 CCD/CMOS 이미지 센서의 감도가 높을수록 빛이 적은 곳에서 자동 초점이 원활하다.
예를 들어, 캐논 EOS-1D에 사용되는 자동 초점 센서의 픽셀 크기는 캐논 EOS 5D, 캐논 EOS 20D에 사용되는 자동 초점 센서 픽셀 크기보다 작기 때문에 감도가 상대적으로 낮다. 자동 초점 보조광을 사용하지 않을 때, 캐논 EOS-1D의 경우 EV(Exposure Value, 노출) 0부터 자동 초점이 가능하고, EOS 5D, 20D의 경우 EV -0.5부터 가능하다. 캐논 EOS-1D Mark III의 경우 AF 센서 감도가 향상되어 EV -1부터 자동 초점이 가능하다.

### 자동 방식의 단점
자동 방식은 다음과 같은 경우에 어려움을 겪는다.
- 대비(contrast)가 적은 물체(파란 하늘, 단색 벽 등) : 자동 초점에 쓰이는 CCD/CMOS 이미지 센서가 물체의 대비(디테일)을 검출하지 못하기 때문이다.
- 빛이 적은 곳의 물체 : 위 ‘대비가 적은 물체’와 동일한 원인.
- 가까운 거리의 물체와 먼 거리의 물체가 중첩되었을 때(우리 안의 동물).
- 물체가 초점 범위(자동 초점 센서가 커버하는 영역)보다 작은 경우(초점 범위가 전경의 물체와 먼 거리의 빌딩을 모두 포함하는 경우)

이에 반해 능동 방식은 물체의 대비가 적거나 광량이 매우 적은 경우에도 정확히 초점을 맞출 수 있다.
빛이 적은 곳에서 자동 방식의 동작을 원활히 하기 위한 여러 방법이 개발되었다. 초점을 맞추는 동안 물체에 자동 초점 보조광(illuminator)을 비추는 방법이 가장 많이 쓰인다. 많은 경우 카메라 자체에 자동 초점 보조광을 발산하는 별도의 램프가 있다. 많은 외장 플래시에도 자동 초점 보조광을 위한 램프가 있다. 자동 초점 보조광을 위한 별도의 램프가 없는 캐논 EOS 10D, 캐논 EOS 20D, 캐논 EOS 30D, 캐논 EOS 300D, 캐논 EOS 350D, 캐논 EOS 400D와 올림푸스 E-300, 올림푸스 E-500과 같은 몇몇 DSLR 카메라의 경우에는 내장 플래시가 자동 초점 보조광 역할을 하기도 한다. 이러한 카메라들도 외장 플래시 장착시에는 외장 플래시의 자동 초점 보조광을 사용한다.

## 자동 초점 모드들
- One-shot AF 또는 Single-servo AF (AF-S) : 반셔터를 누르면 피사체에 대해 초점을 맞추고, 피사체의 움직임에 상관 없이 초점은 고정된 상태로 있는다.
- AI Servo AF 또는 Continuous-servo AF (AF-C) : 반셔터를 누르고 있으면 피사체의 움직임에 따라 계속적으로 초점을 변경한다. 스포츠 촬영과 같이 피사체가 움직이는 경우 매우 유용한 기능이다.
- AI Focus AF 또는 Automatic AF-S/AF-C (AF-A) : One-shot AF 모드로 동작하다가, 피사체의 움직임이 감지되면 AI Servo AF 모드로 변경되는 모드이다.

## 참고 자료
- Sidney F. Ray. Applied Photographic Optics
- Ralph E. Jacobson, Sidney F. Ray, Geoffrey G. Attridge, and Norman R. Axford. The Manual of Photography: Photographic and Digital Imaging (9th ed.). Oxford: Focal Press. ISBN 0-240-51574-9.
- Norman Goldberg, Camera Technology - The Dark Side of the Lens, Academic Press (1992).
- GETTING THE MOST FROM YOUR EOS-1 CLASS DIGITAL SLR TIPS AND TECHNIQUES: CAMERA HANDLING & MAXIMUM IMAGE QUALITY
- Canon EOS-1D Mark II Instruction Manual
- The Nikon Guide to Digital Photography with the D2x